# 日本栗
日本栗（学名：Castanea crenata）为壳斗科栗属下的一个种。

## 扩展阅读
- 維基物種上的相關：日本栗